# A Csonkamagyarország
A Csonkamagyarország hetenként megjelenő kiskunfélegyházi politikai hetilap volt. Az 1933-ban megszűnt Csonkamagyarország című lap helyébe lépett, amikor a szerkesztési és kiadási jogokat Horváth Zoltán jogász, városi és (később mártírrá vált) országgyűlési képviselő szerezte meg. Az addig politikai párthoz nem tartozó irredenta lap a Független Kisgazda-, Földmunkás- és Polgári Agrárpárt orgánuma lett. 1942 szeptemberében, a második világháború idején szűnt meg, 10 évfolyamot ért meg.